# Josef Karl von Dietrichstein
Josef Karl Maria Ferdinand von Dietrichstein, in ceco: Josef Karel Maria Ferdinand z Ditrichštejna (Vienna, 19 ottobre 1763 – Vienna, 17 settembre 1825), è stato un politico e nobile austriaco.

## Biografia
Josef Karel nacque a Vienna, figlio del conte Karel Gundakar Josef del ramo di Hollenburg della famiglia Dietrichstein; sua madre era la contessa Marianna von Sallaburg.
Il 31 agosto 1802, venne nominato governatore della Moravia, venendo poi trasferito al ruolo di governatore della Bassa Austria dal 10 settembre 1804, rimanendovi sino all'anno successivo. Dall'autunno del 1816 fu presidente provvisorio della Banca Nazionale Austriaca, divenendo effettivo dal 1817 e rimanendo in carica sino alla propria morte.
Ricoprì inoltre degli incarichi cerimoniali come quello di gran cacciatore in Stiria e quello di cameriere imperiale in Carinzia. Dal 1811 sino alla propria morte fu maresciallo provinciale della Bassa Austria. Fu proprietario dei castelli di Sonnberg, Sitzendorf, Groß, Spitz, Schwallenbach, Zeising, Arbesbach, Merkenstein e Großau.
Fu presidente della Società Agricola di Vienna, membro della Società moravo-slesiana per il progresso dell'agricoltura, della scienza e degli studi sulla patria, della Società economica patriottica nella Boemia, dell'Associazione agricola della Baviera e divenne membro onorario della Società Economica della Sassonia.

## Matrimoni e figli
Dal 1783 al 1785 fu sposato con la contessa Maria Teresa von Zinzendorf und Pottendorf, figlia di Ludwig Zinzendorf , presidente della Camera dei conti e poi ministro dell'Interno. Si sposò per la seconda volta nel 1787 con Maria Alžběta von Valdštejn - Vartemberk del ramo Duchcov - Třebíč dei Wallenstein. Il vescovo Jan VI di Sekava, divenne così suo cognato. Dei loro figli solo Marie Anna, sposata con Karel František Jeroným Clary-Aldringen, sopravvisse fino all'età adulta. Fu l'ultimo membro maschio del ramo Hollenburg della famiglia.